# Acropsilus eburneensis
Acropsilus eburneensis är en tvåvingeart som beskrevs av Couturier 1978. Acropsilus eburneensis ingår i släktet Acropsilus och familjen styltflugor.
Artens utbredningsområde är Elfenbenskusten. Inga underarter finns listade i Catalogue of Life.